# Яковлево (Сергиево-Посадский район)
Яковлево — деревня в Сергиево-Посадском районе Московской области России, входит в состав сельского поселения Березняковское.

## Население
| 1859 | 1895 | 1905 | 1926 | 2002 | 2006 | 2010 |
| ---- | ---- | ---- | ---- | ---- | ---- | ---- |
| 159  | ↘103 | ↗155 | ↘128 | ↘6   | ↗13  | ↘4   |

## География
Деревня Яковлево расположена на севере Московской области, в юго-восточной части Сергиево-Посадского района, примерно в 65 км к северу от Московской кольцевой автодороги и 15,5 км к востоку от станции Сергиев Посад Ярославского направления Московской железной дороги, по левому берегу впадающей в Молокчу реки Каменки (бассейн Клязьмы).
В 5 км северо-западнее деревни проходит Ярославское шоссе М8, в 5 км юго-западнее — Московское большое кольцо А108, в 11 км к северу — автодорога Р75 Александров — Владимир. Ближайшие сельские населённые пункты — деревни Гагино и Путятино.
К деревне приписано два садоводческих товарищества (СНТ).

## История
В «Списке населённых мест» 1862 года — владельческое сельцо 1-го стана Александровского уезда Владимирской губернии по правую сторону Троицкого торгового тракта из города Алексадрова в Сергиевский посад Московской губернии, в 27 верстах от уездного города и становой квартиры, при колодцах, с 28 дворами и 159 жителями (79 мужчин, 80 женщин).
По данным на 1895 год — сельцо Рогачёвской волости Александровского уезда с 103 жителями (57 мужчин, 46 женщин). Основным промыслом населения являлось хлебопашество, в зимнее время женщины и подростки занимались размоткой шёлка и клеением гильз, 43 человека уезжали в качестве рабочих на отхожий промысел на фабрики в Москву, Богородск и Александровский уезд.
По материалам Всесоюзной переписи населения 1926 года — деревня Гагинского сельсовета Рогачёвской волости Сергиевского уезда Московской губернии в 12,8 км от Ярославского шоссе и 19,2 км от станции Сергиево Северной железной дороги; проживало 128 человек (64 мужчины, 64 женщины), насчитывалось 26 хозяйств (25 крестьянских).
С 1929 года — населённый пункт Московской области в составе:
- Яковлевского сельсовета Сергиевского района (1929—1930)[13],
- Яковлевского сельсовета Загорского района (1930—1939)[14],
- Дивовского сельсовета Загорского района (1939—1954)[15],
- Бужаниновского сельсовета Загорского района (1954—1963, 1965—1991)[15][16][17],
- Бужаниновского сельсовета Мытищинского укрупнённого сельского района (1963—1965)[16],
- Бужаниновского сельсовета Сергиево-Посадского района (1991—1994)[17],
- Бужаниновского сельского округа Сергиево-Посадского района (1994—2006)[18],
- сельского поселения Березняковское Сергиево-Посадского района (2006 — н. в.)[19][20].

## Достопримечательности

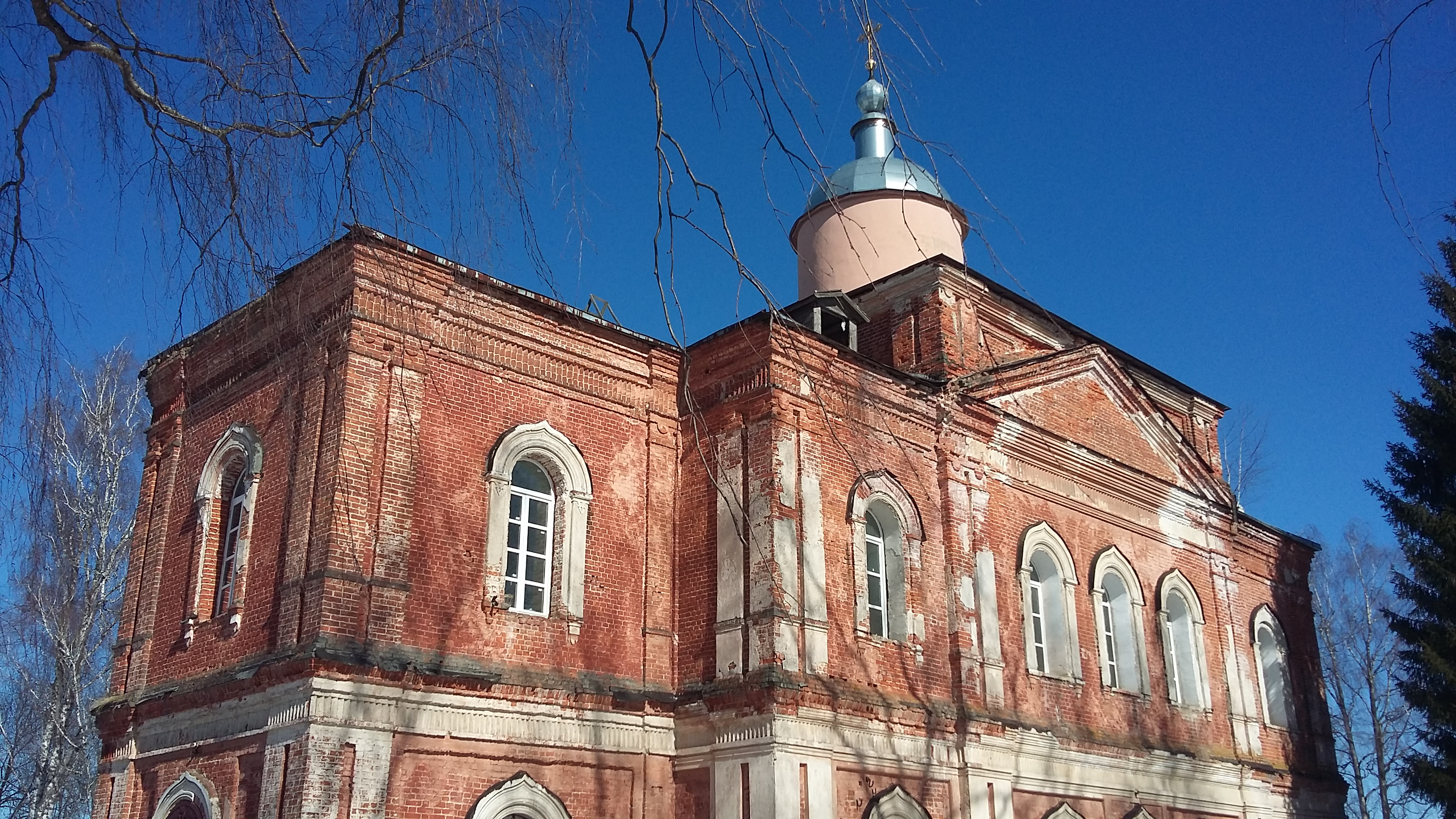
Церковь Димитрия Солунского в с. Яковлево

Объект культурного наследия России усадьба «Яковлевское» — памятник архитектуры регионального значения. В неудовлетворительном состоянии. Включает в скбя главный дом, богадельню и церковь великомученика Димитрия Солунского.
Богадельня при сельце была устроена помещицей Екатериной Васильевной Барбашёвой (Чулковой). Именуемая по утверждённому уставу «Барбашёвским богадельным домом» состояла в ведении Императорского человеколюбивого общества и под покровительством Государыни Императрицы Марии Фёдоровны.
При богадельне были больница, лечебница и начальная школа, а в 1879 году устроена каменная двух-этажная церковь с приделами во имя святой великомученицы Екатерины и святого великомученика Димитрия Селунского.
В 1925 году церковь была закрыта, возвращена верующим в 1998 году.